# Григорьев, Валентин Михайлович (хоккеист)
Валентин Михайлович Григорьев (10 мая 1939, Москва — не позднее 17 июля 1990 года, там же) — советский хоккеист (нападающий) и хоккейный тренер, мастер спорта СССР (1962), заслуженный тренер Казахской ССР.

## Биография
Валентин Григорьев начал играть в хоккей в сезоне 1958/1959 года за команду «Динамо» (Москва), в 1959—1961 годах играл за московскую команду СКИФ, выступавшую в чемпионате РСФСР.
В 1961—1965 годах Григорьев выступал за «Динамо» (Москва), забросив 28 шайб в 92 матчах чемпионата СССР. За это время в составе своей команды он три раза (в 1962, 1963 и 1964 годах) становился серебряным призёром чемпионата СССР. Его партнёрами по тройке нападения в разные годы были Владимир Мальцев, Игорь Тузик, Валентин Чистов и Анатолий Мотовилов.
В 1965—1968 годах Григорьев выступал за команду «Сибирь» (Новосибирск), забросив 14 шайб в 118 матчах чемпионата СССР. В сезоне 1968—1969 года он играл за команду «Локомотив» (Москва) (5 шайб в 20 матчах), а затем два сезона за саратовский «Кристалл»: 1969—1970 в высшей лиге (6 заброшенных шайб) и 1970—1971 в первой лиге (4 заброшенные шайбы). В начале 1970-х выступал за команду «Спартак» (Ташкент).
В 1978—1980 годах Григорьев работал старшим тренером команды «Торпедо» Усть-Каменогорск, в 1981—1982 годах тренировал московскую команду «Крылья Советов», а в 1984—1990 годах — команду «Кристалл» (Электросталь).
Погиб под электричкой в июле 1990 года. Высказывались предположения об убийстве, но уголовное дело не было возбуждено.

## Достижения
- Серебряный призёр чемпионата СССР — 1962, 1963, 1964[2].